# Rico Glaubitz
Rico Glaubitz (* 10. April 1973 in Dresden) ist ein deutscher Fußballspieler.

## Werdegang
Rick Glaubitz begann bei Elektronik Dorfhain mit dem Fußballspielen und kam dann über die BSG Stahl Freital zu Dynamo Dresden. Allerdings konnte er sich dort nicht für den Bundesligakader empfehlen. Über die Stationen TSG Meißen und VfB Wissen landete er zur Saison 1995/96 beim damaligen Zweitligisten FSV Zwickau. Dort bestritt er in zwei Spielzeiten insgesamt elf Zweitligaspiele, in denen er allerdings zehnmal eingewechselt wurde. Seine nächsten Stationen waren der SV Concordia Ihrhove, der BV Cloppenburg (Regionalliga Nord) und der VfL Halle 1896 (Oberliga Nordost). Danach wechselte Glaubitz zum FC Stahl Riesa 98 und spielte noch für den FV Dresden 06 und den FSV Budissa Bautzen in der NOFV-Oberliga Süd. Im Jahre 2006 kehrte der Mittelfeldspieler für eine Saison zum FSV Zwickau zurück. In der Saison 2007/08 spielte er für den Heidenauer SV in der Landesliga Sachsen. Ab der Saison 2008/09 spielte er beim Dorfhainer SV und wechselte nach deren Abstieg 2014/15 zum Meißner SV 08.
Rico Glaubitz ist der Neffe des langjährigen DDR-Oberligaspielers Alois Glaubitz.
Glaubitz steht nach Angaben von Spiegel Online in einer Geschäftsbeziehung mit einer Firma, die Sportler berät, um Maximalerträge aus der Verletztenrente der Gesetzlichen Unfallversicherung in Deutschland zu erhalten.

## Stationen
- Dynamo Dresden
- TSG Meißen
- VfB Wissen
- FSV Zwickau (1995–1997)
- SV Concordia Ihrhove (1997–1998)
- BV Cloppenburg (1998–1999)
- VfL Halle 1896 (1999–2001)
- FC Stahl Riesa 98 (2001–2002)
- FV Dresden 06 (2003–2005)
- FSV Budissa Bautzen (2005–2006)
- FSV Zwickau (2006)
- Heidenauer SV (2007–2008)
- Dorfhainer SV (2008–2015)
- Meißner SV 08 (seit 2015)

## Statistik
- 11 Spiele in der 2. Fußball-Bundesliga 1995-1996 für den FSV Zwickau